# The Ninth Gate
The Ninth Gate (en España, La novena puerta; en Hispanoamérica, La última puerta) es una película de 1999 basada en la novela de Arturo Pérez-Reverte El club Dumas. Fue realizada en coproducción por compañías de España, Francia y los Estados Unidos y fue dirigida por Roman Polański. Contó con Johnny Depp, Frank Langella, Lena Olin, Emmanuelle Seigner, Barbara Jefford y Jack Taylor como actores principales.
The Ninth Gate fue ganadora de la edición de 1999 del premio al mejor lanzamiento mundial de una película europea.

## Argumento
Dean Corso (Johnny Depp), un vendedor de libros raros de la ciudad de Nueva York, se gana la vida engañando a la gente para que le venda valiosos libros antiguos por un precio, y luego los revende a coleccionistas privados. Corso se reúne con el rico coleccionista de libros Boris Balkan (Frank Langella), quien recientemente adquirió un ejemplar de "Las Nueve Puertas del Reino de las Sombras" de Aristide Torchia, una de las tres copias existentes. El autor adaptó el libro de uno escrito por el mismo Diablo, y fue quemado por herejía. "Las Nueve Puertas" supuestamente contiene los medios para invocar al Diablo y adquirir invencibilidad e inmortalidad. Balkan cree que dos de las tres copias son falsificaciones. Contrata a Corso para verificar las tres y adquirir el legítimo por cualquier medio necesario. 
La copia de Balkan fue adquirida por Andrew Telfer (Willy Holt), quien se suicidó poco después. La viuda de Telfer, Liana (Lena Olin), seduce a Corso, en un intento fallido por recuperar el libro. Mientras tanto, Corso deja el libro para su custodia con el vendedor de libros Bernie (James Russo), quien luego es asesinado; su cadáver se encuentra posado como un grabado en Las Nueve Puertas. Corso intenta darle su renuncia a Balkan, pero este logra convencerlo con más dinero. 
Corso viaja a Toledo, España. Los hermanos Ceniza (José López Rodero), restauradores de libros que originalmente vendieron la copia a Telfer, le muestran que tres de los nueve grabados están firmados "LCF", en lugar de "AT", lo que se alinea a los rumores que decían que Lucifer fue el coautor de Aristide Torchia, e implica que Satanás diseñó las tres imágenes personalmente. También le confirman que fue Liana quien quiso comprar el libro en aquel entonces, y no Andrew.  
Corso viaja a Sintra, Portugal, para comparar la copia del libro de Victor Fargas (Jack Taylor) con la de Balkan. Para sorpresa de Corso, descubre que la firma "LCF" se encuentra en tres grabados diferentes, que varían en detalles pequeños, pero significativos de las imágenes "AT" de la copia de Balkan. A la mañana siguiente, una misteriosa joven (Emmanuelle Seigner), que parece haber estado siguiendo a Corso desde que Balkan lo contrató, lo despierta y lo lleva a la casa de Fargas. Allí, encuentra al viejo asesinado y los grabados firmados por "LCF" arrancados de esa copia.  
Corso emprende viaje rumbo a París, Francia, junto a la misteriosa chica. Allí, visita a la Baronesa Kessler (Barbara Jefford), propietaria de la tercera copia. Al principio, la baronesa se niega a cooperar, pero Corso la intriga con evidencia de que los grabados difieren entre las tres copias. Corso explica su idea: cada copia contiene un conjunto diferente de tres grabados firmados "LCF", por lo tanto, las tres copias son necesarias para adquirir el conjunto completo de nueve imágenes para el ritual. Corso encuentra "LCF" en tres grabados diferentes en el libro de la baronesa, lo que confirma su teoría. También, la baronesa le cuenta que hay un grupo de adoradores de Satanás que se juntan a realizar rituales satánicos, y que en ese grupo se encuentra Liana Telfer.  
Kessler es asesinada y la chica rescata a Corso del guardaespaldas de Liana. Cuando Liana roba el libro de Balkan de la habitación de Corso, él la sigue y la presencia usando el libro en un ritual satánico. Balkan de repente aparece, mata a Liana y se va con las páginas grabadas y su copia intacta.  
Corso persigue a Balkan hasta un castillo remoto, representado en uno de los grabados, donde lo encuentra preparando el ritual final. Después de una pelea, Balkan atrapa a Corso en un agujero en el piso. Balkan realiza su ritual de invocación: organiza los grabados en un altar improvisado y recita una serie de frases relacionadas con cada uno de los nueve grabados. Balkan luego empapa el piso y a sí mismo con gasolina y lo enciende, creyendo ser inmune al sufrimiento. La invocación de Balkan falla, y él agoniza de dolor cuando las llamas lo envuelven. Corso se libera, le da un tiro de gracia con su pistola a Balkan, toma los grabados y huye.  
Afuera, la chica aparece y tiene sexo con él a la luz del castillo en llamas, sus ojos y su cara parecen cambiar mientras se retuerce encima de Corso. Ella le dice que Balkan falló porque el noveno grabado que usó era una falsificación. Ante su sugerencia antes de desaparecer, Corso regresa a la, ahora vacía, tienda de los hermanos Ceniza. Por casualidad, encuentra allí el noveno grabado auténtico. En él hay una semejanza de la chica montando una bestia de múltiples cabezas, que recuerda a la Ramera de Babilonia. Con el último grabado en mano, Corso vuelve al castillo, completa el ritual y cruza la Novena Puerta hacia la luz.

## Reparto
- Johnny Depp - Dean Corso
- Frank Langella - Boris Balkan
- Lena Olin - Liana Telfer
- Emmanuelle Seigner - La chica misteriosa
- Barbara Jefford - Baronesa Kessler
- Jack Taylor - Victor Fargas
- James Russo - Bernie
- Willy Holt - Andrew Telfer
- José López Rodero - Pablo & Pedro Ceniza
- Allen Garfield - Witkin

## Producción
La producción cinematográfica fue rodada entre junio y octubre de 1998. Los lugares, donde se rodó la película fueron Nueva York, París, Sintra y Toledo.

## Recepción
Se estrenó en San Sebastián (España) el 20 de agosto de 1999, poco antes de la inauguración de la 47 edición Festival Internacional de Cine de San Sebastián 1999 y, a pesar de no disfrutar del éxito de las grandes producciones de Hollywood, "La novena puerta" funcionó bastante bien en las salas españolas, aunque fuese mayoritariamente vilipendiada por la crítica en tiempos de su estreno.

## Doblaje
En la versión original, Dean Corso habla en inglés a los motores en la escena final y los motores no lo entienden. En la versión en español, los motores incluyen a Dean Corso. En la versión latina, los motores notan su acento latino.

## Premios
- Premios Películas Euopeas (1999): Un Premio
- Premios FMCJ (1999): Una Nominación
- Premios Saturn (2001): Una Nominación
- Premios Goden Reel (2001): Una Nominación
- Premios Taurus (2001): Una Nominación